# Svarog

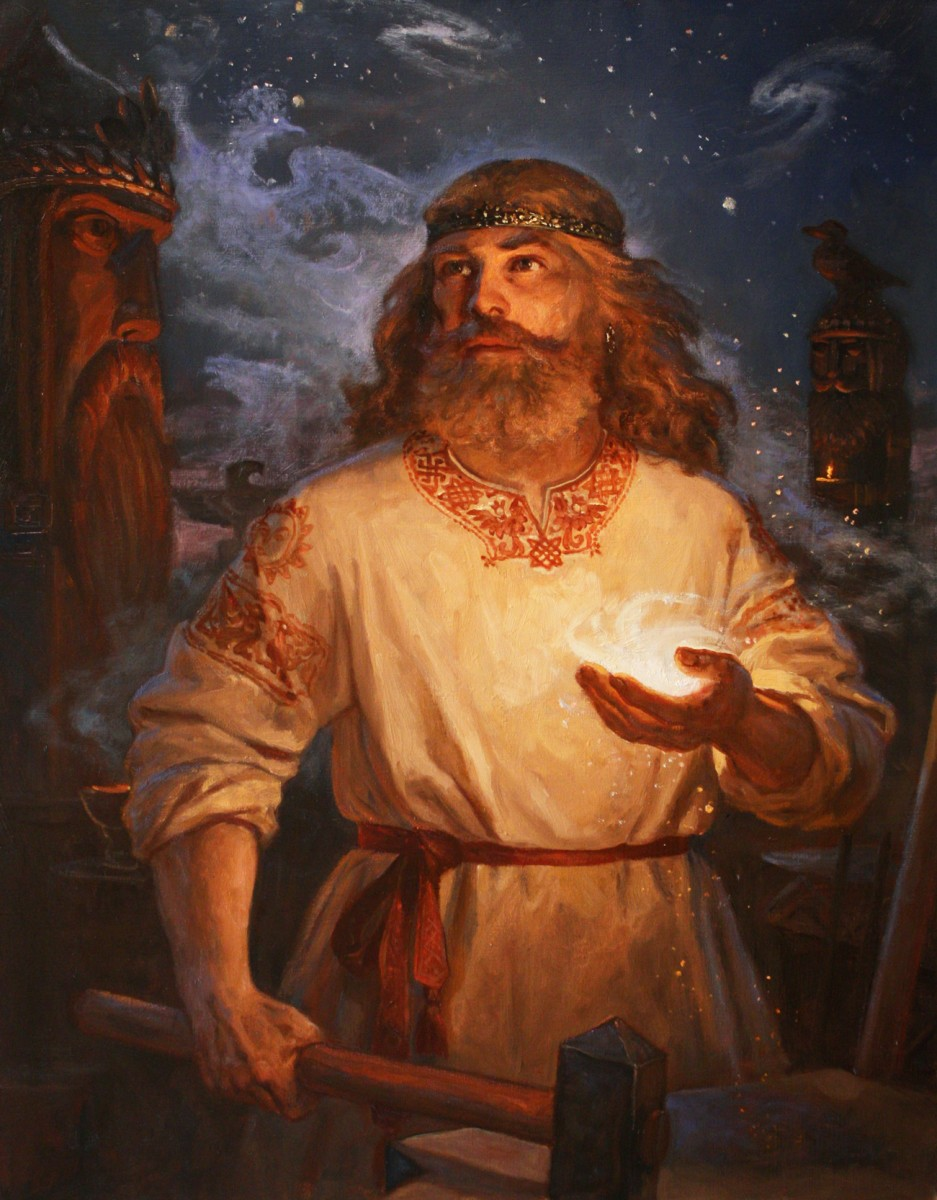
Svarog ― opera di Andrey Shishkin.

Svarog (slavo ecclesiastico Сваро́гъ, russo Сварог, polacco Swaróg) è una divinità slava comunemente equiparata ad Efesto.
Si suppone anche che fosse la personificazione del fuoco e l'artefice del disco solare.
Ricollegandosi al vedico Svarga, potrebbe rappresentare semplicemente (la luce del) cielo; pertanto è possibile che fosse la continuazione slava del protoindoeuropeo *Dyēus Ph2ter, il Padre Cielo luminoso.

## Etimologia
Il suo nome potrebbe derivare dal verbo *svariti (forgiare, plasmare, fondere) di origine indoeuropea. A questo riguardo si vedano il sanscrito "svarga" (cielo) e l'iranico "xwar" (sole). La radice svar significava luce, luminosità e il suffisso -og denota un luogo.

## Fonti
Sono piuttosto rare menzioni di Svarog. Il suo nome compare in poche antiche omelie russe riadattate e in alcune traduzioni di testi più antichi. Confrontandoli con gli originali si nota come anonimi traduttori abbiano talvolta sostituito le classiche divinità (come Ermes ed Elio), con altre che probabilmente erano più note ai lettori locali, slavi.
Le due più significative sono una copia paleo-russa della versione ecclesiastica (paleo-bulgara) della greca Cronografia di Giovanni Malalas, del V secolo, nonché la Cronaca Ipaziana, una raccolta del XV secolo di svariati documenti molto più vecchi del monastero Ipat'ev, in Russia, tra cui un brano tratto sempre dalla Cronografia di Malaras. Da questi due testi nasce la sua usuale equiparazione con Efesto.
(copia paleo-russa della Cronografia di Malaras)
Tietmaro di Merseburgo, dell'XI secolo, riporta nella sua Thietmari Merseburgensis episcopi chronicon che Svarožič (latinizzato Zuarasici) era una divinità guerriera presso gli slavi Ratari nella città di Rethra, oggi nel Meclemburgo.

## Descrizione

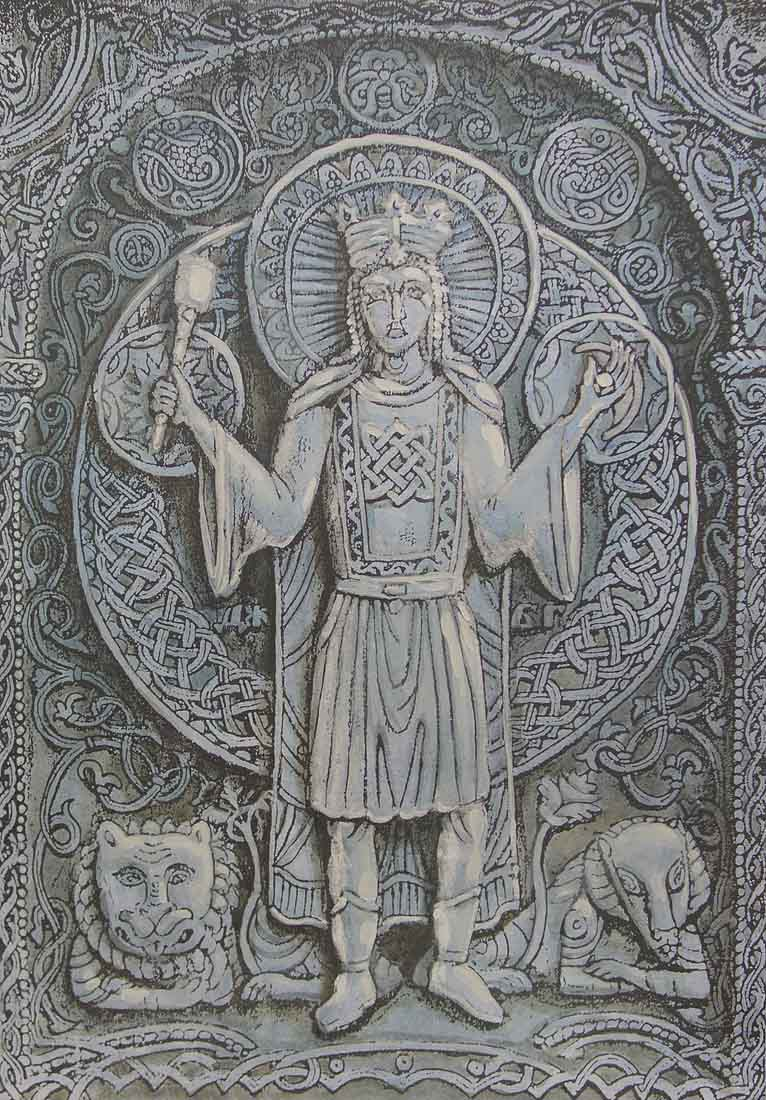
Dażbóg, figlio (o altra manifestazione) di Svarog.
M. Priesniakow. 1998

La sua figura è sempre associata al fuoco. Se della fornace, Svarog è visto come un fabbro sacro protettore della metallurgia, se della casa, come protettore del focolare domestico, se nel cielo, come il fabbro che realizzò il disco solare.
Sempre secondo la Cronaca Ipatiana, Svarog è il padre degli altri dei, creatore del sole e protettore delle tradizioni.
La sua importanza nei pantheon dei popoli slavi è generalmente inferiore solo a Perun, sebbene nella già citata cronaca di Tietmaro, presso gli slavi Ratari torni ad essere la divinità principale.
Alcuni studiosi (Vyacheslav Ivanov e Vladimir Toporov) avanzarono l'ipotesi che Svarog non fosse il padre di tutti gli dei, bensì solo di:
- Svarožyc (russo Сварожич, lituano Swarożyć), lo spirito del fuoco in terra, del fuoco della casa, il cui culto era diffuso soprattutto dagli slavi del Baltico
- Dažbog (protoslavo *dadjьbogъ), lo spirito del fuoco in cielo, del sole, della ricchezza, dell'abbondanza

Ed eventualmente:
- Radigost, protettore delle città e dell'economia, venerato soprattutto tra i Polabi.

Nella Cronaca degli anni passati, nella descrizione degli idoli presso la Rus' di Kiev all'ascesa al potere di Vladimir I, nel 980, Svarog non è citato, ma appare in sua vece Dažbog, dopo Perun e Wolos, assieme a Khors, Stribog, Simargl e Mokoš.
Nel Cristianesimo Svarog è associato ai Santi Cosma e Damiano e a San Michele Arcangelo.

### Svarožić-Svarog
Si segnala che il nome Svarožić trova riscontro in molteplici luoghi abitati dagli slavi. Le origini del termine avrebbero generato discussioni in merito alla sua somiglianza con il nome Svarog e a causa delle contrastanti peculiarità che gli furono attribuite. Si ipotizza infatti si tratti di un figlio, di qualcuno che porti avanti la discendenza o che fu creato dallo stesso Svarog, così come anche i Nemanjići ottennero il nome da Nemanja. Viceversa, altri (come Aleksander Brückner) avanzano l'ipotesi non siano altro che due aspetti di Svarog stesso (Svarožyc è anche un diminutivo del nome Svaróg).

## Triade e cosmogonia slava
Presso alcune mitologie slave era venerata triade Tryglav, (Trigelawi) (dal lituano "dalle tre teste"), simile nel genere alla Trinità nel cristianesimo o alla Trimurti nell'induismo, di cui Svarog ne era spesso parte.
Secondo il controverso Libro di Veles (dalla datazione e autenticità alquanto dubbia), Tryglav rappresentava i tre regni in cui era di viso il mondo, la Terra, il Cielo e l'Oltretomba (Jav, Prav e Nav, definibili anche, rispettivamente, il Materiale, l'Intermedio e l'Immateriale), la cui creazione è attribuita Svarog, svolgendo una funzione essenziale in questa particolare cosmogonia slava. Svarog lottò contro Zmaj, un sanguinoso serpente gigantesco o un drago a più teste, simbolo del disordine. Dopo averlo soggiogato, Svarog lo usò come aratro per separare il mondo dei vivi (Jav) da quello dei morti (Nav), stabilendo così la legge (Prav, o Prawia). Da quel momento Zmaj regnò nella sfera dei morti, mentre Svarog si stabilì in quella celeste.
Tuttora in alcune forme di neopaganesimo, come il movimento neopagano Slovenski staroverci ("antichi credenti sloveni"), è il dio supremo e fulcro della santa trinità.
Rappresentato come un drago alato o un serpente di fuoco, i suoi animali sacri erano il bue, il cavallo, il cinghiale e il falco. Secondo Jakobsòn, Svarog è uno dei nomi tabù del falco sacro dagli occhi di fuoco.

## Nella cultura di massa
- Svarog è anche il nome di un personaggio del telefilm Stargate SG-1, compare nell’episodio 05x20.